# Мюїд
Мюїд, мютт, мейд, метт (від лат. madius — «міра сипучих тіл») — застаріла назва міри сипучих тіл у різних країнах.
- У Голландії один мейд (нід. muid) = 1 гектолітрів у і розділяється на 100 частин.
- У Франції мюї (фр. muid) була мірою сипучих тіл і рідин (бочка). Приблизно дорівнює 270 літрам (точне значення встановити неможливо, бо міра вимірювання не була єдина на всій території Франції).
- Стара австрійська міра сипучих тіл = 30 метцам = 18,45 гкл.